# Святодухівська церква (Радовичі)
Святоду́хівська це́рква (також Свя́то-Миха́йлівська це́рква) — чинна дерев'яна церква, пам'ятка архітектури місцевого значення (охоронний номер 2317-Вл) у селі Радовичі Ковельського району Волинської області. Освячена у 1888 році на честь Зішестя Святого Духа. Парафія належить до Володимир-Волинської єпархії Православної церкви України.
Юридично релігійна громада зареєстрована як «Свято-Михайлівська», на згадку про давніший храм села, знищений у XVII столітті.

## Історія

### Передісторія: перша Свято-Михайлівська церква
За історичними даними та місцевими переказами, у XVII столітті в селі Радовичі існувала православна Свято-Михайлівська церква. Цей храм разом із церковним майном та ризницею знищив місцевий поміщик-католик. Поміщик, як переповідали старожили, жорстоко карав селян за будь-які згадки про існування церкви та примушував їх присягати, що вони ніколи про неї не говоритимуть. Згідно з місцевим літописом, на місці, де стояв давній храм, а навколо нього було кладовище, пізніше утворився ставок.

### Будівництво нової церкви
З приходом на парафію священника Івана Саковича постала нагальна потреба у будівництві нового храму для великого села. З дозволу єпархіального керівництва розпочався збір пожертв.
Спочатку селяни хотіли звести церкву на місці старої Свято-Михайлівської, але ця ділянка була надто близько до палацу поміщика-католика (менш ніж за 100 сажнів). Тому громада звернулася з проханням виділити землю в центрі села, що належала поміщиці Олені Отецькій (у деяких джерелах — Стецькій). Вона погодилася надати частину своєї землі, де і збудували храм.
Церкву на честь Зіслання Святого Духа на Апостолів звели у 1888 році повністю коштом парафіян. Спочатку вона була приписана до парафії села Клюськ. Метричні книги за XIX—XX століття підтверджують, що Радовичі належали до парафії Покровської церкви села Клюськ.

### Радянський період та відновлення
У радянські часи храм зазнав утисків. У період з 1960 по 1989 рік церква була зачинена для богослужінь. На початку 1980-х років існувала загроза її знесення. У 1988 році в приміщенні храму тимчасово облаштували музей села Радовичі.
Богослужіння відновили в 1989 році після проведеного ремонту. 24 грудня 1991 року офіційно зареєстрували релігійну громаду. На згадку про перший храм села громаду назвали «Свято-Михайлівською».

### Сучасність
Нині церква є чинним храмом Православної церкви України. Влітку 2013 року завдяки сприянню голови ФГ «Аміла» Анни Микитюк куполи храму реставрували й покрили сусальним золотом.

## Архітектура
Церква дерев'яна, збудована на кам'яному фундаменті та покрита залізом. Архітектурний стиль визначають як псевдоруський стиль. Храм одноверхий, хрестовий у плані, з прибудованою до бабинця дзвіницею.

## Статус пам'ятки
Святодухівська церква є пам'яткою архітектури місцевого значення. Внесена до Державного реєстру нерухомих пам'яток України згідно з рішенням виконавчого комітету Волинської обласної ради народних депутатів від 3 квітня 1992 року № 76. Охоронний номер 2317-Вл.

## Галерея

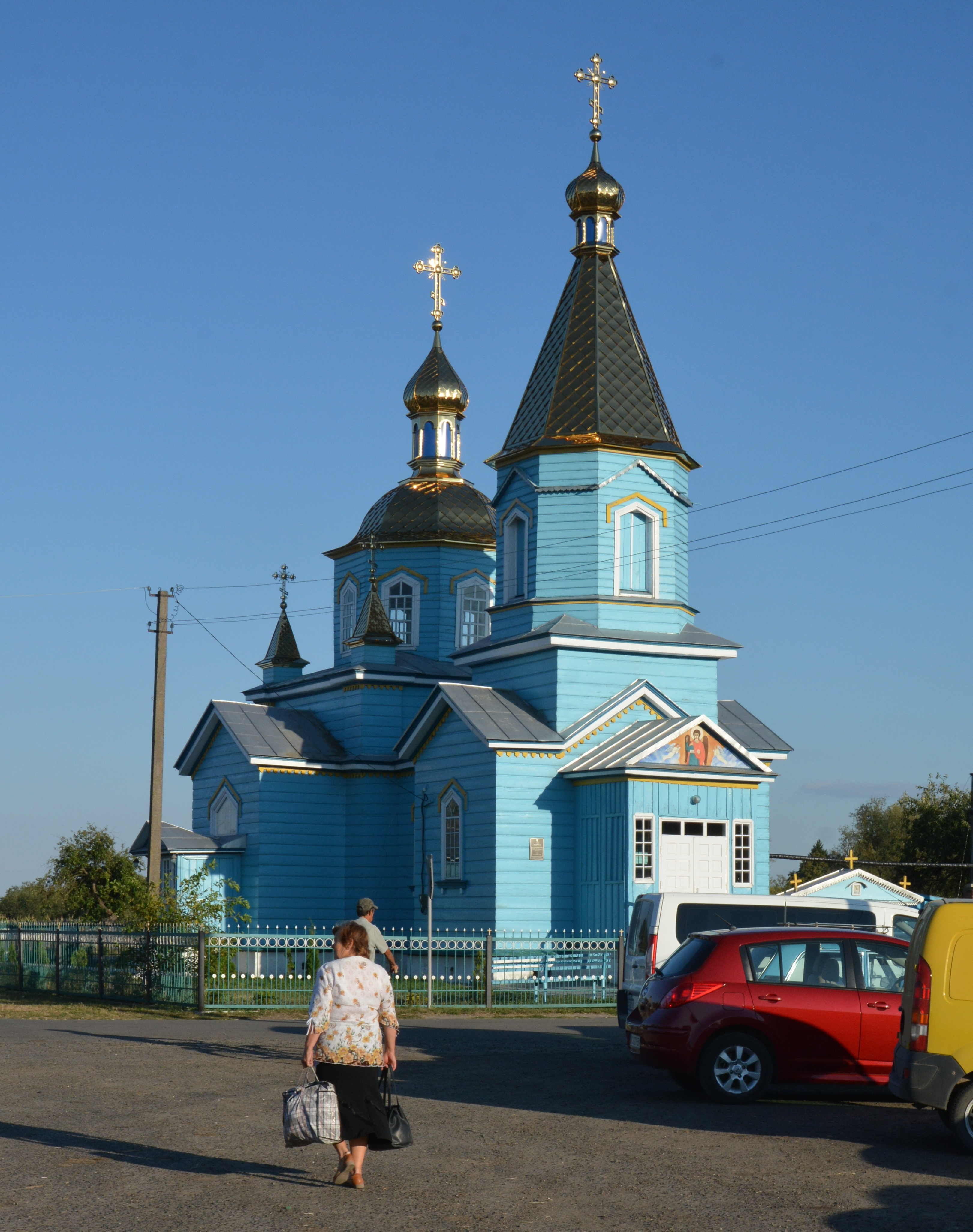
Загальний вигляд храму
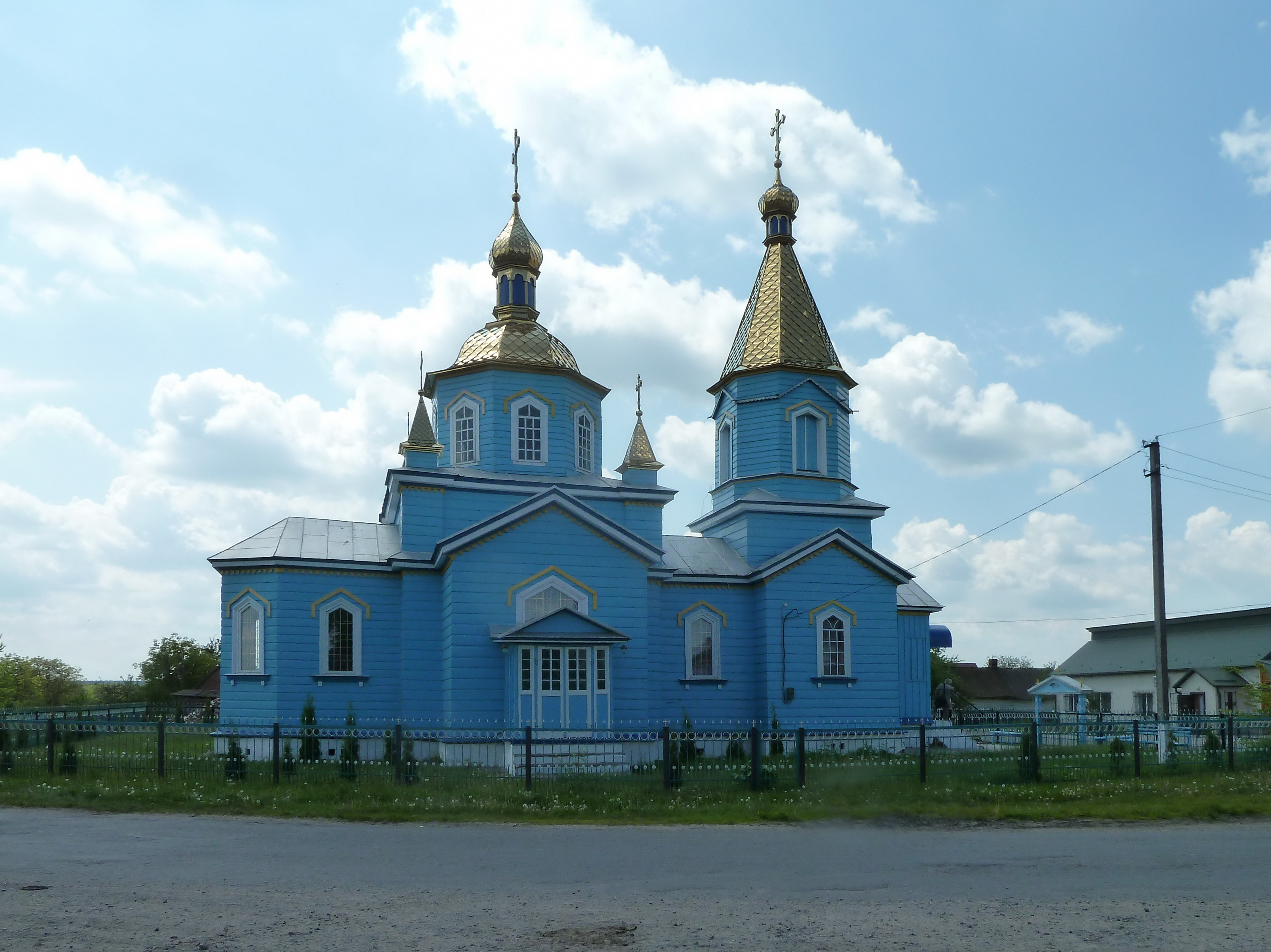
Вигляд з півночі
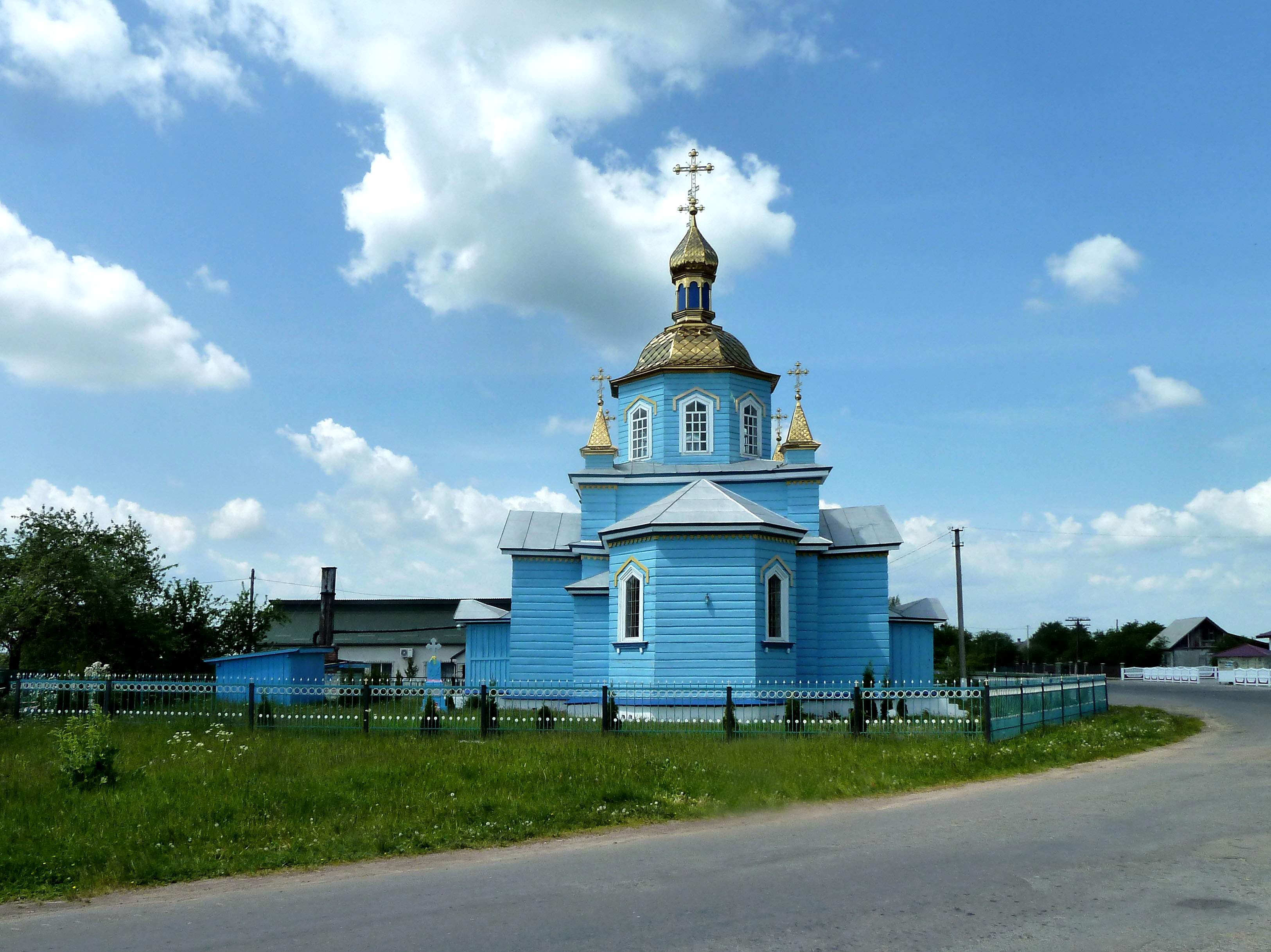
Вигляд зі сходу
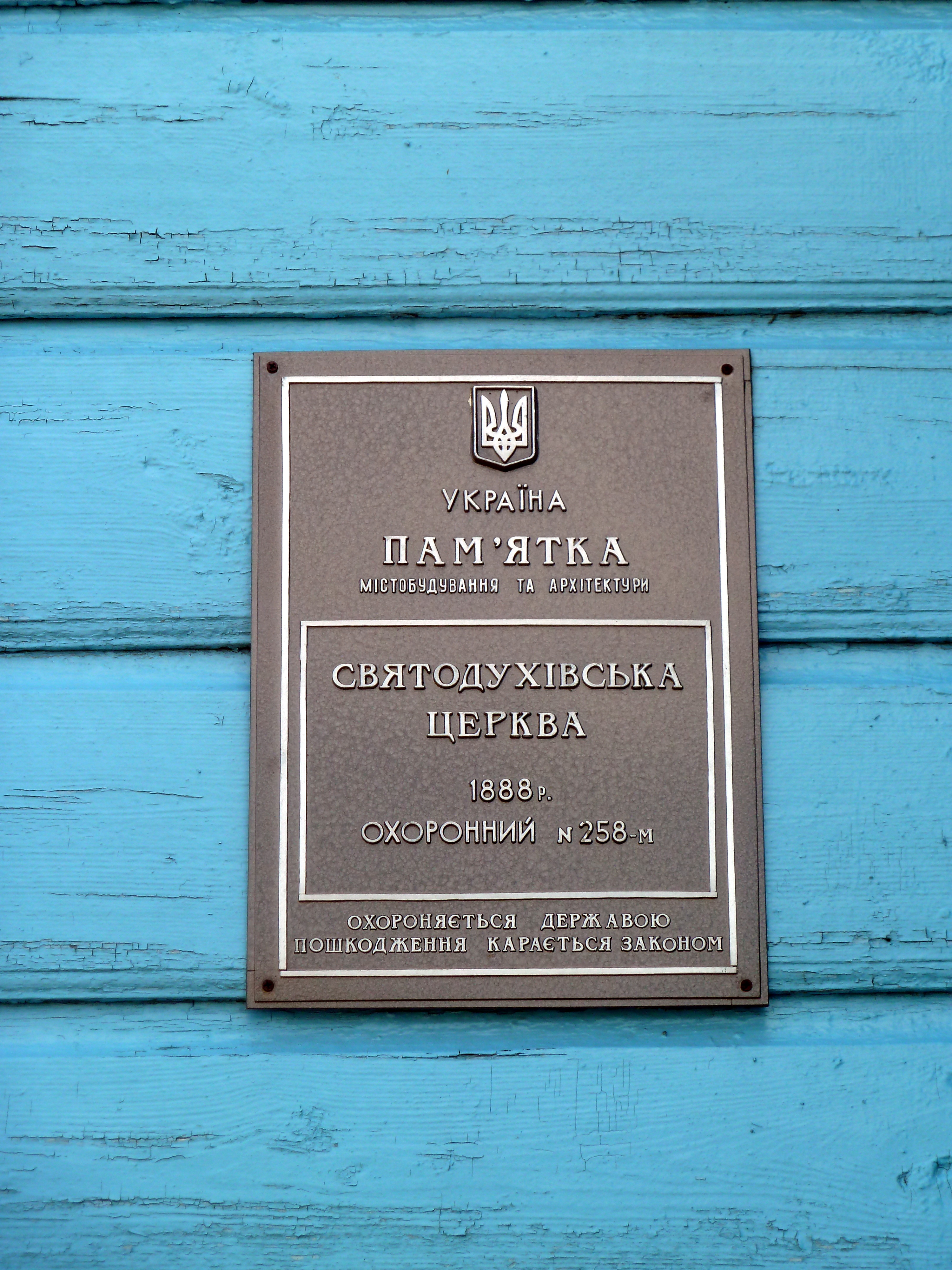
Охоронна дошка на будівлі
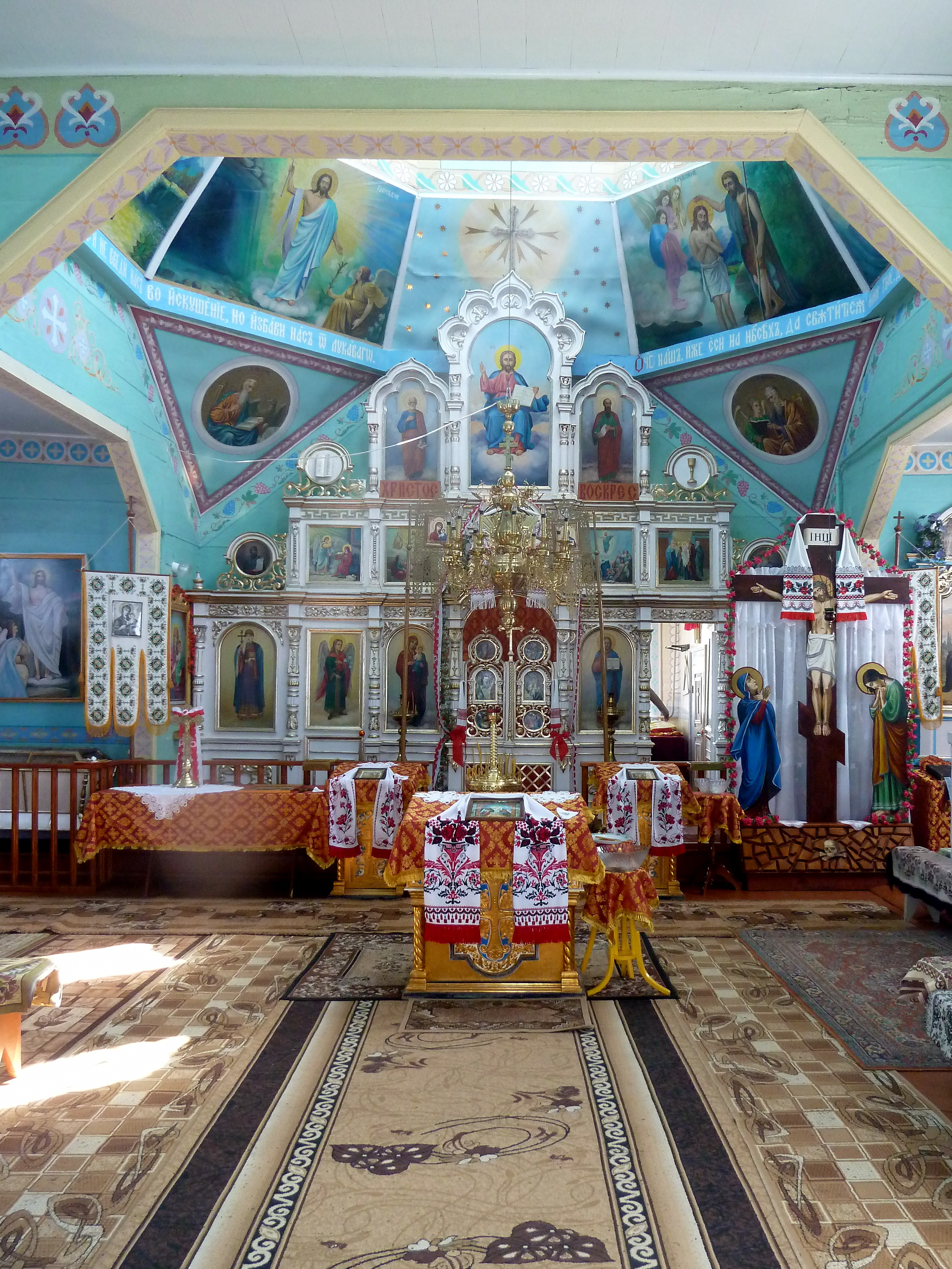
Інтер'єр церкви
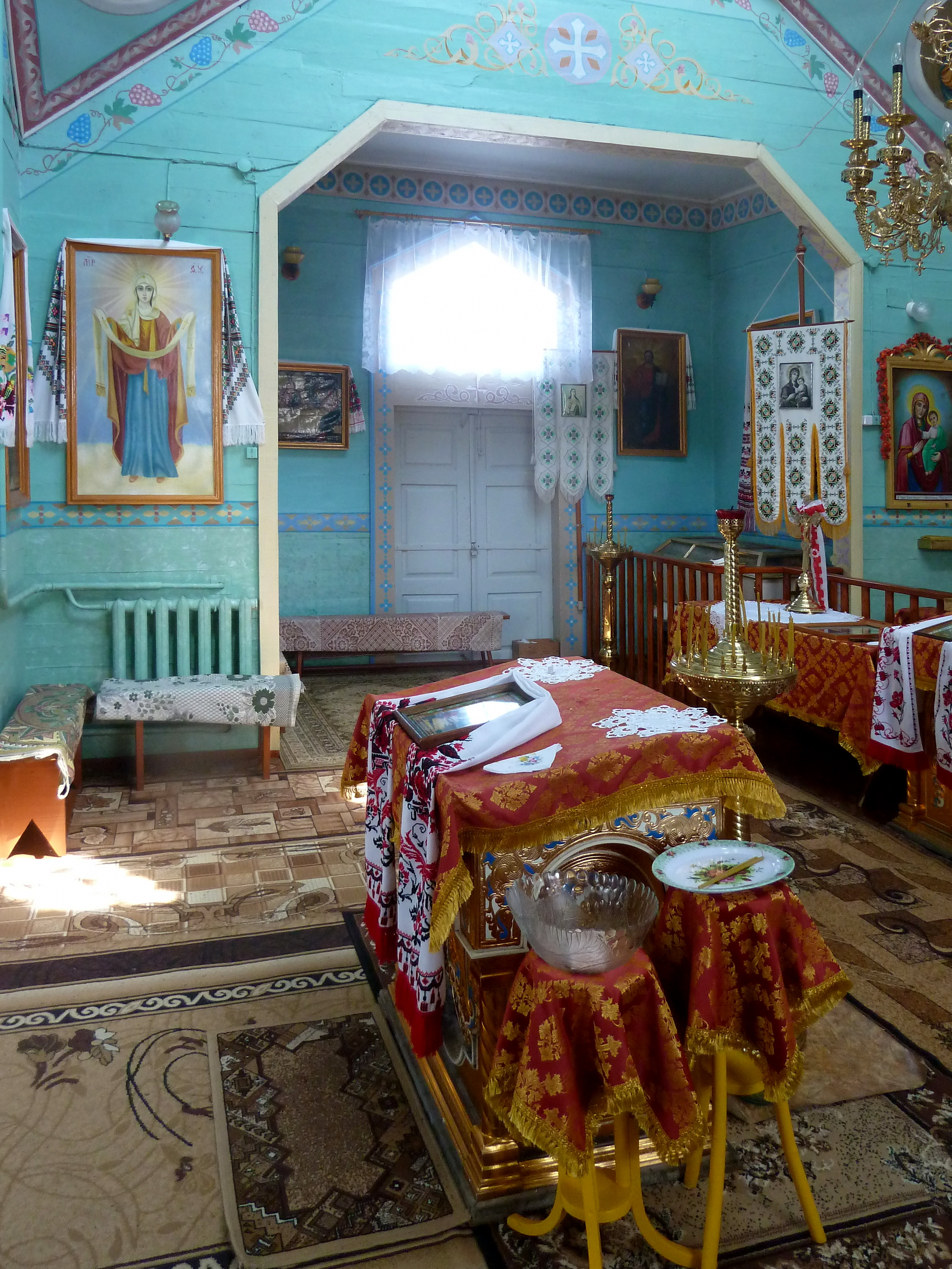
Іконостас
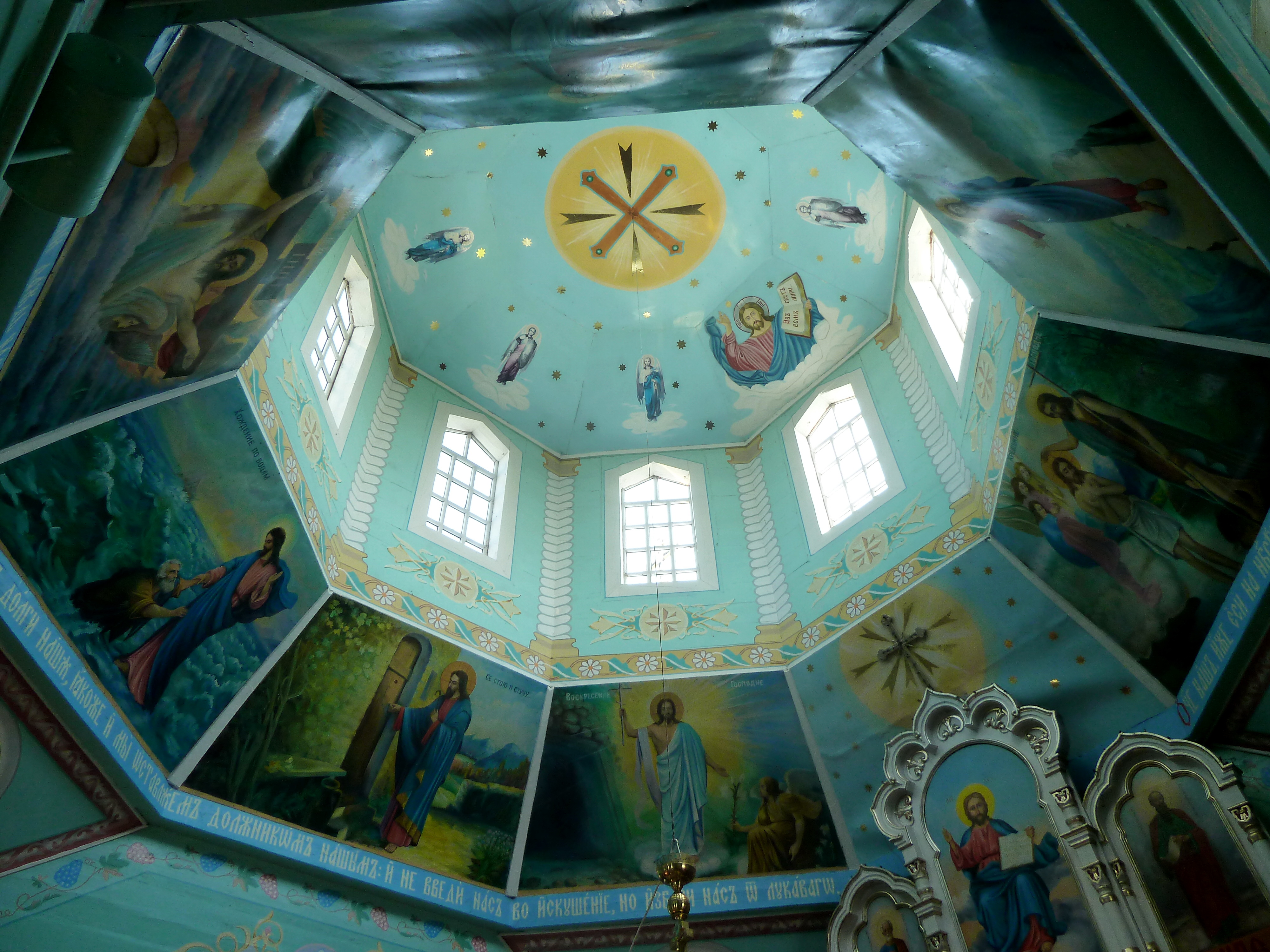
Центральна частина храму